# Épisodes du Nouvel Homme invisible
Cet article présente les douze épisodes de la série télévisée américaine Le Nouvel Homme invisible (Gemini Man).

## Distribution

### Acteurs principaux
- Ben Murphy : Sam Casey
- William Sylvester : Leonard Driscoll
- Richard Dysart : Leonard Driscoll (Pilote)
- Katherine Crawford : Docteur Abby Lawrence

## Épisodes

### Épisode 1:Le Nouvel Homme invisible
- États-Unis : 10 mai 1976 sur NBC
- France : 9 avril 1977 sur TF1

- Richard Dysart (Leonard Driscoll)
- Dana Elcar (Docteur Harold Schuyler)
- Paul Shenar (Charles Edward Royce)
- Quinn Redeker (Vince Rogers)
- Len Wayland (Capitaine Whelan)
- H.M. Wynant (Capitaine Ballard)
- Austin Stoker (Chef de plongée)
- Cheryl Miller (Réceptionniste)

### Épisode 2:La Route infernale
- États-Unis : 23 septembre 1976 sur NBC
- France : 16 avril 1977 sur TF1

- Andrew Prine (Luther Stark)
- Alan Oppenheimer (Docteur Arthur Hale)
- Jim Stafford (Buffalo Bill)
- Gil Serna (Hank)
- Jeannie Wilson (Garde)

### Épisode 3:Le Minotaure
- États-Unis : 30 septembre 1976 sur NBC
- France : 11 juin 1977 sur TF1

- Ross Martin (Professeur Carl Victor)
- Deborah Winters (Nancy Victor)
- Cheryl Miller (La jeune femme)
- William Boyett (Le policier)
- Dale Johnson (Secrétaire)
- Loren Janes (Minotaur)

### Épisode 4:Sam Casey, Sam Casey
- États-Unis : 7 octobre 1976 sur NBC
- France : 21 mai 1977 sur TF1

- Nancy Malone (Armistead)
- Joan Crosby (Dora)
- Mickey Morton (Alf)
- Jo Ann Pflug (Susi)
- Pamela Susan Shoop (Barby)
- Leonard Stone (Robbins)
- Tony Young (Tanner)

### Épisode 5:Train de nuit
- États-Unis : 14 octobre 1976 sur NBC
- France : 23 avril 1977 sur TF1

- Lane Bradbury (Amy Nichols)
- Ann Shoemaker (Madame Price)
- Ryan MacDonald (Premier agent)
- Kim Basinger (Sheila)
- Dawn Jeffory (Leslie)
- Michael L. McManus (Moose)
- Bob Delegall (Stewart)

### Épisode 6:Cours vite, Sam!
- États-Unis : 28 octobre 1976 sur NBC
- France : 28 mai 1977 sur TF1

- Terry Kiser (Ted Benton)
- Warren Berlinger (Harris)
- Laurette Spang (Maggie)
- Michael Richardson (Bruce)
- Ron Pinkard (Willie)
- Ted Hartley (Colonel Frank DeBlazio)
- Jack Bannon (Dan)

### Épisode 7:Croisière dangereuse
- États-Unis : Inédit
- France : 7 mai 1977 sur TF1

- Jane Wyatt (Madame Carlisle)
- Pamela Franklin (Daphne)
- Lane Allan (Amiral)
- Walter Brooke (Hammond)
- Larry Delaney (Stoller)
- Bert Kramer (Capitaine Brenner)
- Barry Van Dyke (Stewart)

### Épisode 8:Le Combat du siècle
- États-Unis : Inédit
- France : 14 mai 1977 sur TF1

- Henry Darrow (Trent)
- Herbert Jefferson Jr. (Arch Kingston)
- Skip Ward (Delbert Reese)
- Charles Lampkin (Pop Kingston)
- Tony Burton (Biggie Moore)
- Thomas J. Kelly (Le commentateur)
- Gene LeBelle (L'arbitre)

### Épisode 9:Cibles
- États-Unis : Inédit
- France : 4 juin 1977 sur TF1

- Katherine Woodville (Valerie Dawson)
- Cindy Eilbacher (Nina Dawson)
- Cesare Danova (Victor)
- Paul Lukather (Un garde)
- W.T. Zacha (Un garde)
- Cort Brackett (Carlyle)
- David Mauro (Le chauffeur)

### Épisode 10:Le Dissident
- États-Unis : Inédit
- France : 30 avril 1977 sur TF1

- Richard Jaeckel (Nick Rodinsky)
- Ben Hammer (Alex Kadescho)
- Joby Baker (Josef)
- Naomi Stevens (Madame Stapola)
- Scott Arthur Allen (Oscar)
- Bill Zuckert (Le capitaine)
- Barbara George (Lisa)
- Peggy Walton (Kristina)

### Épisode 11:Grand Prix
- États-Unis : Inédit
- France : 2 juillet 1977 sur TF1

- Jim Stafford (Buffalo Bill)
- Ed Nelson (Robert Denby)
- Don Galloway (John Hillier)
- Smith Evans (Tina)
- Ben Bates (Mort)

### Épisode 12:Le Retour du lion
- États-Unis : Inédit
- France : 18 juin 1977 sur TF1

- Raymond St. Jacques (Jamada)
- Quinn Redeker (Brighton)
- Mills Watson (Hauser)
- Joel Fluellen (Le leader)
- Adrian Ricard (L'épouse)
- Merriana Henriq (La jeune fille)
- Don Maxwell (Un soldat)
- George Ranito Jordan (L'opérateur radio)